# Cryphia subliterata
Cryphia subliterata är en fjärilsart som beskrevs av Nikolai Nikolaievich Filipjev 1931. Cryphia subliterata ingår i släktet Cryphia och familjen nattflyn. Inga underarter finns listade i Catalogue of Life.